# فدراسیون جهانی رولر اسپرتس
فدراسیون جهانی رولر اسپرتس (انگلیسی: International Federation of Roller Sports) نماینده و سازمان رسمی ورزش‌های رولر (رولر اسپرتس) در سطح جهان در رشته‌های ورزشی رینک هاکی، دانهیل، اسکیت سرعت این لاین، این لاین هاکی، این لاین آلپاین، رولر دربی، رولر فری استایل، این لاین فری استایل و رولر اسکیت هنری است. این فدراسیون در سال ۱۹۲۴ در مونترو سوئیس تأسیس شد. این فدراسیون بیش از ۱۰۰ کشور عضو دارد و ورزش اسکیت بورد از این فدراسیون برای اولین بار در المپیک ۲۰۲۰ حضور خواهد داشت.

## رشته‌ها و مسابقات قهرمانی جهان
| Number | نام انگلیسی                           | به فارسی                 | مسابقات جهانی                                | دوره | اولین و آخرین دوره |
| ------ | ------------------------------------- | ------------------------ | -------------------------------------------- | ---- | ------------------ |
| 1      | Inline Speed Skating (Speed)          | اسکیت سرعت این‌لاین       | Roller Speed Skating World Championships     | 65   | 1937 / 2016        |
| 2      | Inline Freestyle Skating (Slalom)     | اسکیت فری استایل         | Inline Freestyle World Championships         | 10   | 2007 / 2016        |
| 3      | Artistic Roller Skating (Artistic)    | رول‌ اسکیت هنری           | Artistic Skating World Championships         | 15   | 2002 / 2016        |
| 4      | Roller Freestyle Skating (Aggressive) | رولر فری استایل (اگرسیو) | Roller Freestyle Skating World Championships | 0    | -                  |
| 5      | Inline Downhill Skating (Downhill)    | رولر دانهیل              | Inline Downhill World Championships          | 16   | 2000 / 2015        |
| 6      | Inline Alpine Skating (Alpine)        | رولر آلپاین              | Inline Alpine World Championships            | 4    | 2008 / 2016        |
| 7      | Skateboarding                         | اسکیت‌بردینگ              | FIRS Skateboarding World Championships       | 0    | -                  |
| 8      | Inline Hockey                         | اینلاین هاکی             | FIRS Inline Hockey World Championships       | 22   | 1995 / 2018        |
| 9      | Roller hockey                         | رولر هاکی                | FIRS Roller Hockey World Cup                 | 42   | 1936 / 2017        |
| 10     | Roller Derby                          | رولر دربی                | FIRS Roller Derby World Championships        | 0    | -                  |

- Men's Roller Derby World Cup and Women's Roller Derby World Cup organized by Blood & Thunder magazine, not FIRS.